# Glaucocharis pomae
Glaucocharis pomae là một loài bướm đêm trong họ Crambidae.